# گاما خرچنگ
گاما خرچنگ یک ستاره است که در صورت فلکی خرچنگ قرار دارد.